# Trevi nel Lazio
Trevi nel Lazio es una localidad italiana de la provincia de Frosinone, región de Lazio, con 1.803 habitantes.

## Evolución demográfica
| Gráfica de evolución demográfica de Trevi nel Lazio entre 1861 y 2001 |
|                                                                       |
| Fuente ISTAT - elaboración gráfica de Wikipedia                       |